# Drymocallis
Drymocallis is een geslacht van planten die vroeger werden (en soms nog steeds worden) opgenomen in het geslacht ganzerik (Potentilla). Het omvat onder andere de drie soorten Drymocallis arguta (Pursh) Rydb., Drymocallis glandulosa (Lindl.) Rydb. en Drymocallis rupestris (L.) Soják, waarvan bekend is of vermoed wordt dat ze protocarnivore planten zijn (ze vangen insecten, maar kunnen ze niet verteren).
Het zijn pol- of uitlopervormende overblijvende planten, die 5–100 cm hoog worden. De één tot twintig groene of roodachtige stengels zijn bezet met haren en klierharen. De plant vormt een bladrozet en stengels met weinig bladeren. Aan de voet van de bladsteel blijven de steunblaadjes zitten. Het oneven geveerde blad is 1–25 cm lang en bestaat uit 5–13,  eivormige, elliptische tot ruitvormige, enkel- of dubbel gekartelde blaadjes.
Ze vormen een losse of dichte bloeiwijze met twee tot zestig bloemen. De bloemen variëren in diameter van 3–25 mm, waarbij de kleinste bloemen rechtopstaande kroonbladen hebben. Er zijn vijf kelkbladen en een bijkelk van vijf bladen. De bloemen zijn wit of geel, minder vaak rood (D. pseudorupestris var. crumiana). De twintig tot veertig meeldraden zijn korter dan de kroonbladen. Het vruchtbeginsel is bovenstandig.
De vrucht bestaat uit gladde, 0,7-1,5 mm lange, kale, eivormige dopvruchten die afzonderlijk uitvallen.
Het aantal chromosomen heeft het grondgetal x = 7.
De volgende soorten worden tot dit geslacht gerekend:
- Drymocallis arguta (Pursh) Rydb.
- Drymocallis calycina
- Drymocallis corsica
- Drymocallis damghanensis
- Drymocallis discretica
- Drymocallis fissa
- Drymocallis geoides
- Drymocallis glandulosa (Lindl.) Rydb.
- Drymocallis halacsyana
- Drymocallis jailae
- Drymocallis kulabensis
- Drymocallis longisepala
- Drymocallis malacophylla
- Drymocallis poteriifolia
- Drymocallis pseudorupestris
- Drymocallis regis-borisii
- Drymocallis rupestris (L.) Soják (rotsganzerik)
- Drymocallis saviczii
- Drymocallis rymocallis
- Drymocallis tianschanica

Gegevens van de DNA-sequentie geven aan dat ze nauwer verwant zijn aan Chamaerhodos en Dasiphora dan aan soorten zoals Potentilla reptans.

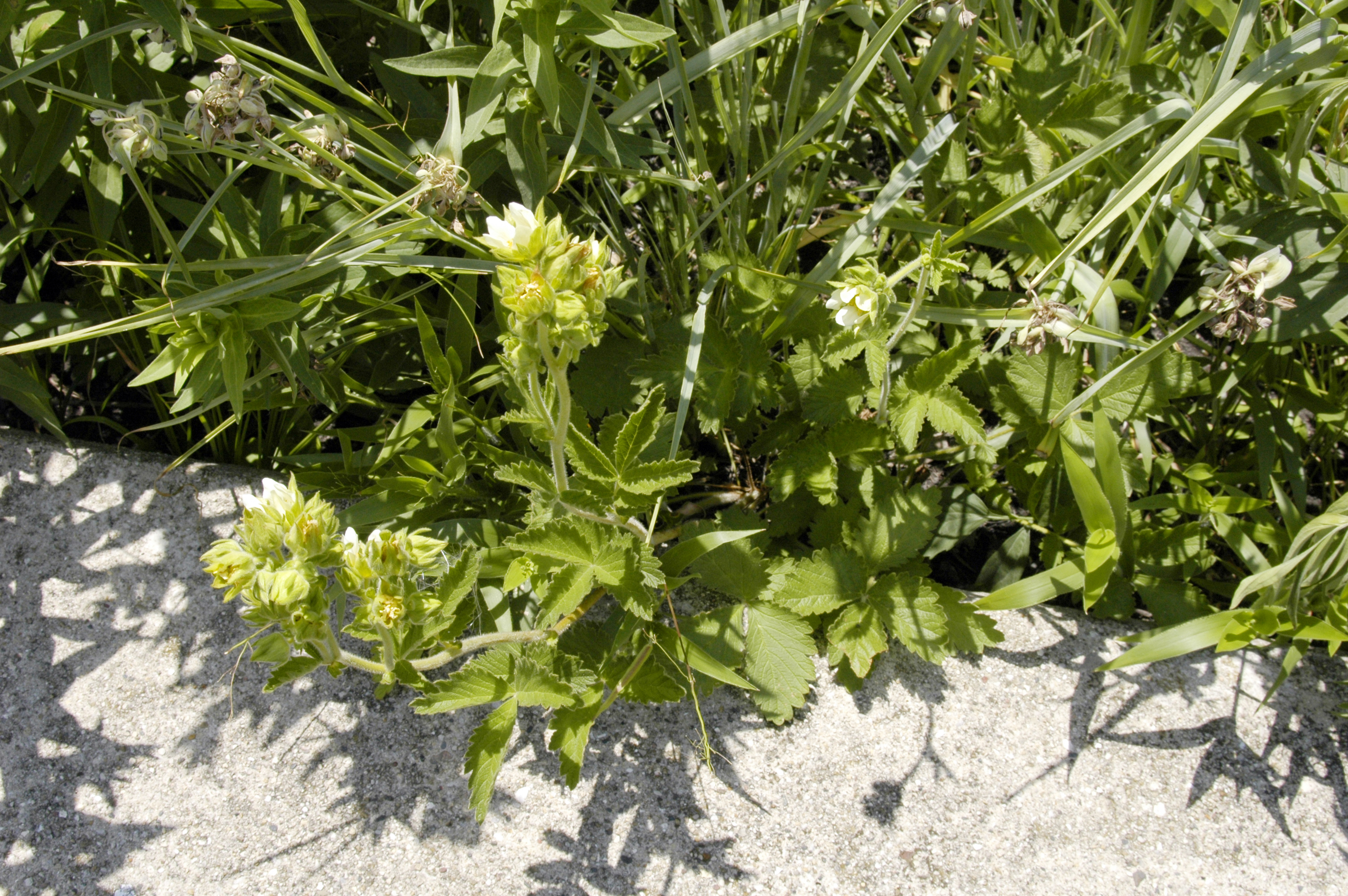
Drymocallis arguta
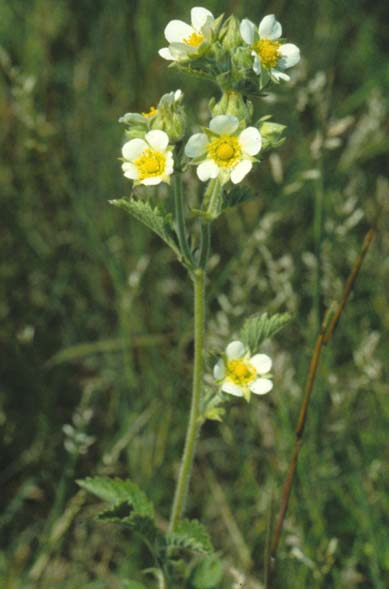
Drymocallis arguta
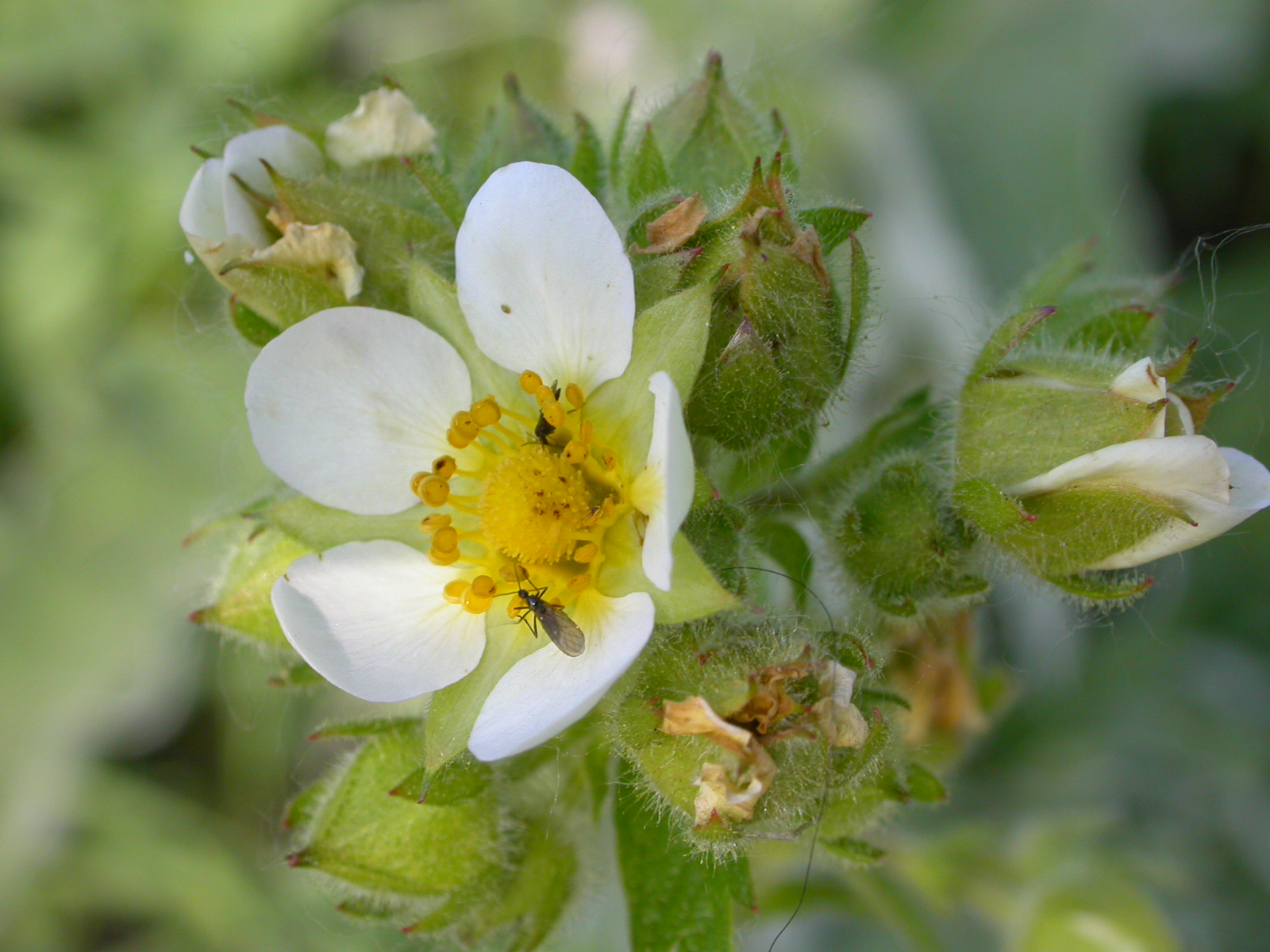
Drymocallis glandulosa
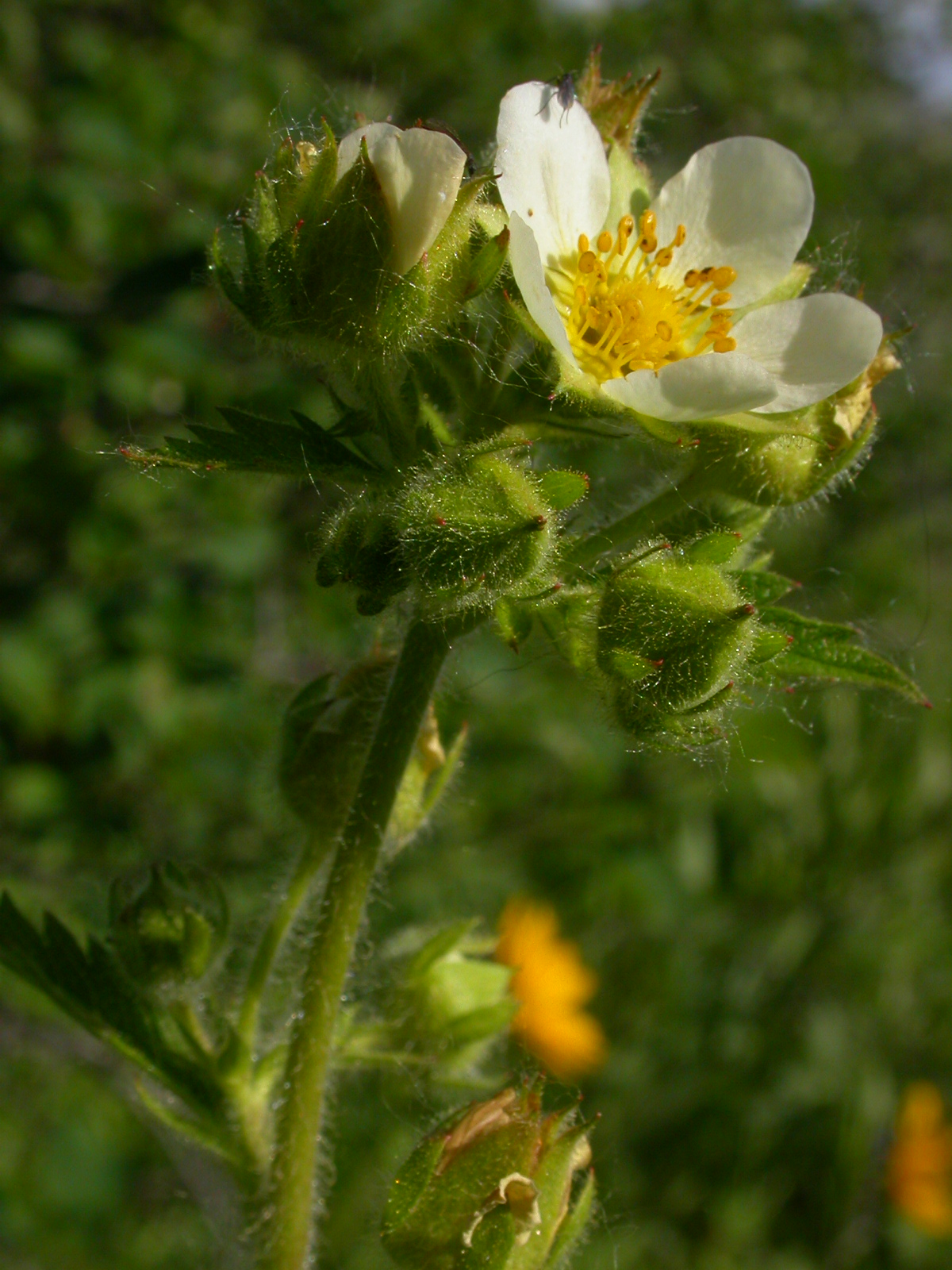
Drymocallis glandulosa
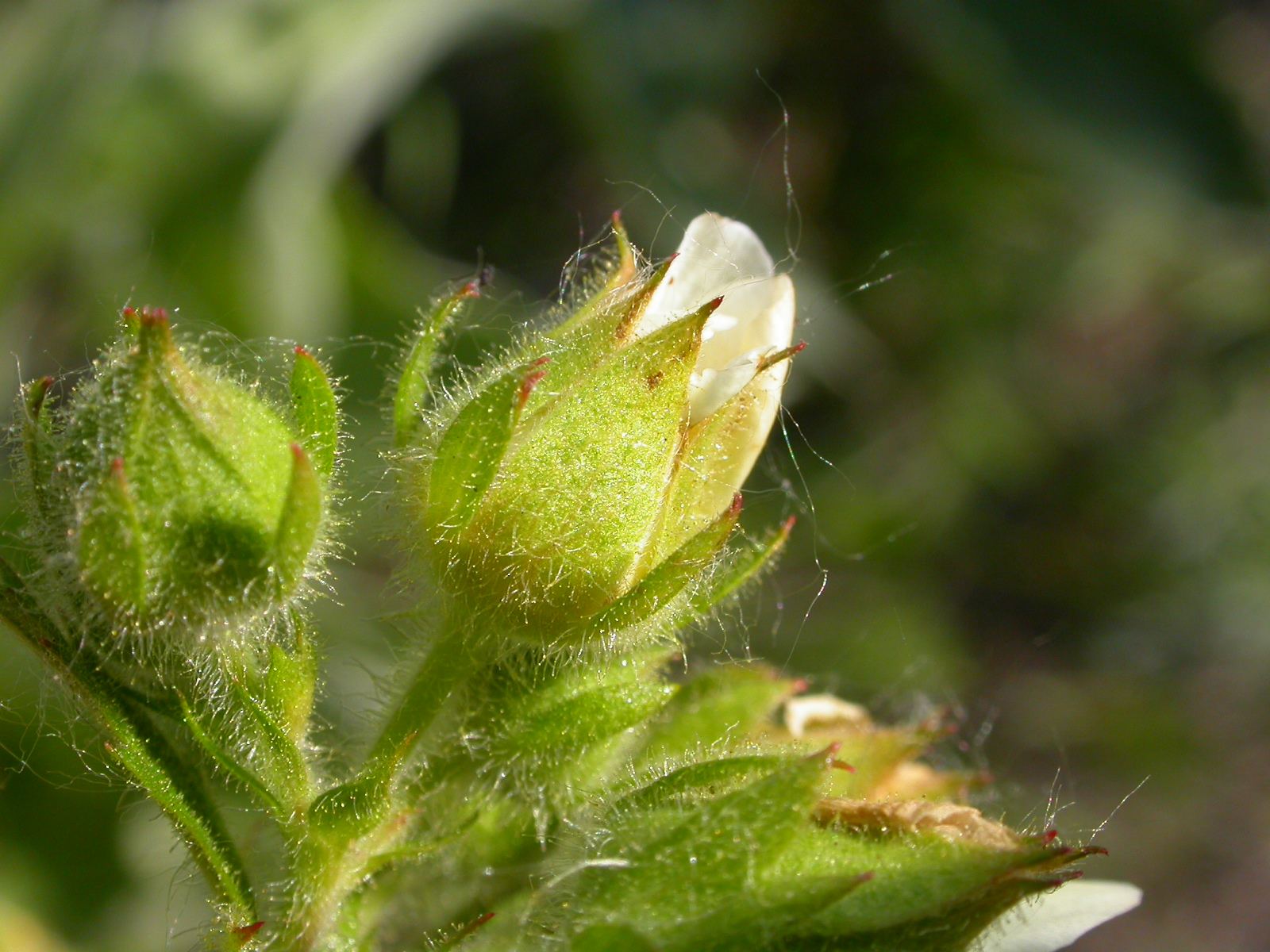
Drymocallis glandulosa
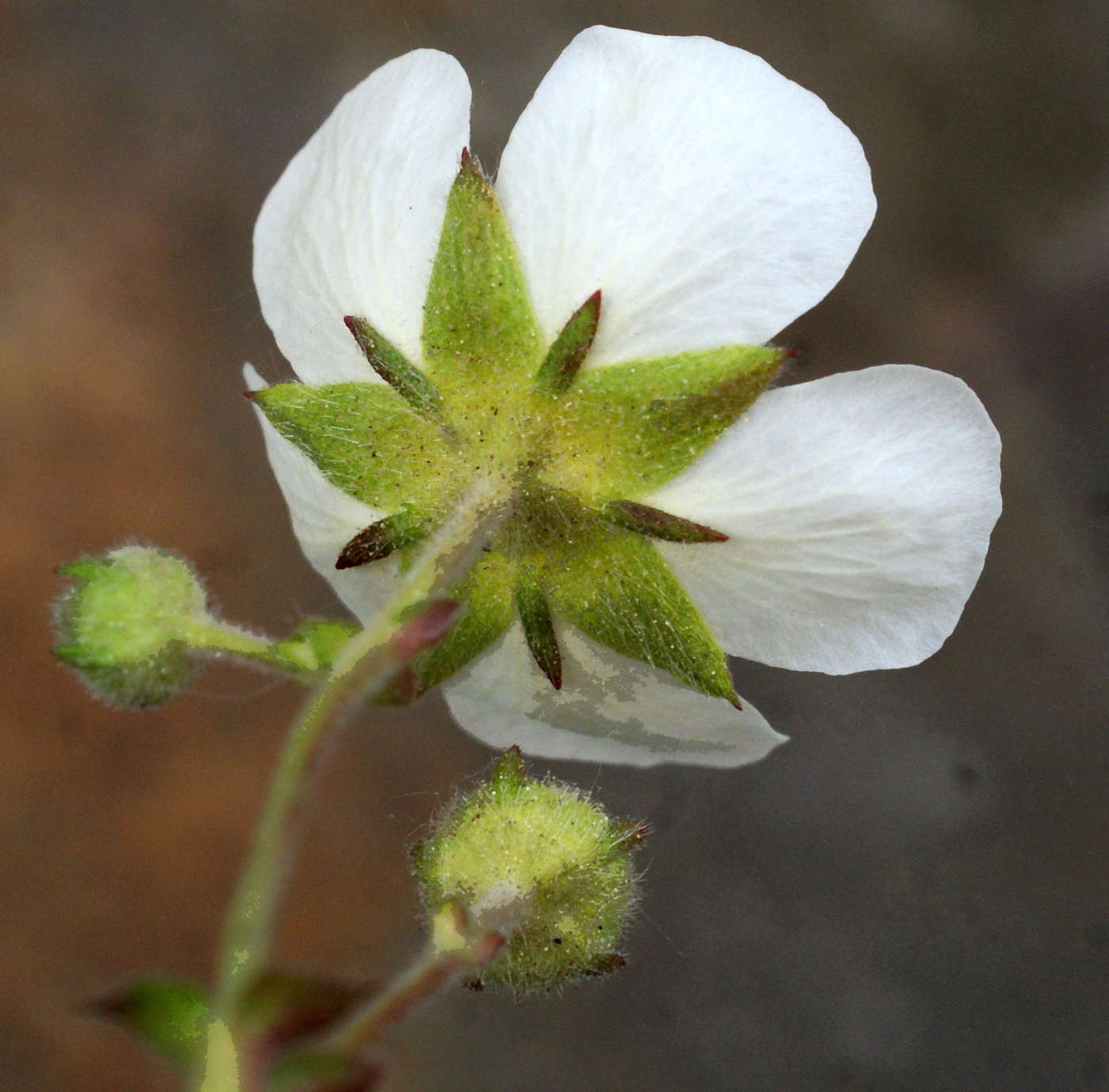
Drymocallis rupestris